# أمامزادة بزم (سروستان)
أمامزادة بزم (بالفارسية: امامزاده بزم) هي قرية تقع في إيران في قسم سروستان الريفي. يقدر عدد سكانها بـ 68 نسمة .